# Trebouxiophyceae ordo incertae sedis
Trebouxiophyceae ordo incertae sedis, red zelenih algi čije porodice imaju nesigurnu sistematsku pripadnosti u poddiviziji Chlorophytina.

## Porodice
1. Coccomyxaceae G.M.Smith   57 vrste
2. Dictyosphaeriaceae Kützing   4 vrste
3. Micractiniaceae G.M.Smith   1 vrsta
4. Trebouxiophyceae incertae sedis 43 vrsta